# Theodor Heinz Köhler
Theodor Heinz Köhler (* 9. April 1918 in Chemnitz; † 21. August 1944 in Frankreich) war ein deutscher Schriftsteller und Kulturjournalist.

## Leben
Köhler absolvierte eine landwirtschaftliche Ausbildung im Erzgebirge und auch in Schlesien. In seiner freien Zeit bildete er sich auf geisteswissenschaftlichem Gebiet autodidaktisch weiter und begann auch selbst zu schreiben. Während seiner Lehrzeit auf Gutshöfen verfasste er seine erste Veröffentlichung „Sonne über Ähren“, die 1935 erschien.
Der Schriftsteller Manfred Hausmann wurde so auf Köhler aufmerksam und lud ihn nach Worpswede ein. Dort ließ Köhler sich nieder und lebte als freier Schriftsteller. Zudem verfasste er als Kulturjournalist Essays, Erzählungen usw. für verschiedene Zeitungen und Zeitschriften, darunter „Das Innere Reich“, die „Kölnische Zeitung“, die „Frankfurter Zeitung“, „Westermanns Monatshefte“ und den nationalsozialistischen „Illustrierten Beobachter“.
1939 ging er zum Reichsarbeitsdienst und wurde im Anschluss daran als Soldat eingezogen. Auch in der Wehrmacht war er weiterhin schriftstellerisch tätig. Sein Roman „Der junge Daniel“, wurde für eine naturpoetische Darstellung gelobt und machte ihn weiterhin bekannt. Im Jahre 1942 heiratete er in Worpswede. Sein als Trilogie angelegtes Werk „Im Schatten der Mutter“ blieb unvollendet, als er im August 1944 an der Westfront in Frankreich fiel.

## Publikationen (Auswahl)
- Sonne über Ähren, 1935
- Der junge Daniel oder Das unruhige Jahr, Roman, 1940
- Soldatenfrauen, 1941
- Der Verwalter, 1943
- Leutnant Prigges Wandlung, 1943
- Die Reise nach Zürich. Drei Erzählungen, 1943, u. a. über Georg Büchner
- Keine Träne, 1944
- postum aus dem Nachlass: Der Weg nach Hause, 1947